# Blyths ijsvogel
Blyths ijsvogel (Alcedo hercules) is een vogel uit de familie ijsvogels (Alcedinidae). Deze ijsvogel is sterk verwant aan de gewone ijsvogel. Blyths ijsvogel is in het Nederlands (en Engels) genoemd naar de Britse zoöloog Edward Blyth, die de vogel in 1845 had beschreven als Alcedo grandis. Later bleek echter dat deze naam al in gebruik was waardoor deze niet werd erkend. In 1917 heeft  Alfred Laubmann daarom een nieuwe naam voorgesteld, zodat hij nu als auteur staat vermeld.  

## Kenmerken
Deze ijsvogel is 22 cm lang en daarmee groter dan de gewone ijsvogel. Verder lijken de vogels sterk op elkaar. Deze soort heeft een geheel blauwe kop en geen oranje oorstreek zoals de gewone ijsvogel. Verder is de gewone ijsvogel (A. atthis ispida, ondersoort in Europa) lichter van kleur, Blyths ijsvogel heeft een donkerder blauwe mantel en dieper roodbruine buik en borst.

## Verspreiding en leefgebied
Deze soort komt voor van oostelijk Nepal tot Midden-Vietnam en Fujian. Het leefgebied bestaat uit heldere beken en kleine rivieren in diepe kloven, heuvelland en loofbos tussen de 400 en 1000 m boven de zeespiegel. Mogelijk ook bij stromend water in bossen die grenzen aan sterk bebost agrarisch gebied.

## Status
De grootte van de wereldpopulatie werd in 2022 geschat op 2500 tot 10.000 individuen. De vogel komt voor in lage dichtheden over een groot verspreidingsgebied. Deze soort ijsvogel gaat in aantal achteruit omdat het leefgebied wordt aangetast en versnipperd door ontbossingen en vervuiling van het water. Om deze redenen staat Blyths ijsvogel als gevoelig op de Rode Lijst van de IUCN.